# 黄平民烈士纪念学校
黄平民烈士纪念学校，位于中国广东省湛江市廉江市石岭镇合江村，为湛江市廉江市的一个市级文物保护单位，类型为近现代重要史迹及代表性建筑，公布时间为1994年4月17日。
黄平民烈士纪念学校的历史年代为大革命时期。